# Antonio Vicente Peral Villar
Antonio Vicente Peral Villar (Alacant, 25 de juny de 1964) és un advocat i polític valencià, diputat a les Corts Valencianes en la VII i VIII legislatures.
És llicenciat en Dret per la Universitat Complutense de Madrid i ha estat exercint com a advocat col·legiat a Alacant. Militant del Partit Popular de la Comunitat Valenciana, ha estat subdirector en el Gabinet del Ministeri de Defensa, director general de Relacions entre l'Estat i la Generalitat Valenciana i director general de Relacions amb les Corts Valencianes. Fou elegit diputat per la província d'Alacant a les eleccions a les Corts Valencianes de 2007 i de 2011. De 2015 a 2019 fou el Cap de Gabinet del president de la Diputació Provincial d'Alacant César Sánchezi president del Partit Popular de la ciutat d'Alacant. A les eleccions municipals de 2019 aconseguí l'acta de regidor de l'Ajuntament d'Alacant formant part de l'equip de govern de l'alcalde Luis Barcala.